# گرم بلاق
گرم بُلاق یک منطقهٔ مسکونی در افغانستان است که در ولایت بامیان واقع شده‌است.